# 사나이 부르스
"사나이 부르스"는 한국에서 제작된 김영걸 감독의 1969년 영화이다. 박노식 등이 주연으로 출연하였고 차태진 등이 제작에 참여하였다.

## 출연

### 주연
- 박노식
- 허장강
- 이예춘
- 홍세미

## 기타
- 조명: 박진수
- 미술: 박석인